# Сухор (Делнице)
45°29′ пн. ш. 14°47′ сх. д. / 45.48° пн. ш. 14.79° сх. д.
Сухор (хорв. Suhor) — населений пункт у Хорватії, в Приморсько-Горанській жупанії у складі міста Делниці.

## Населення
Населення за даними перепису 2011 року становило 0 осіб.
Динаміка чисельності населення поселення:

## Клімат
Середня річна температура становить 9,27 °C, середня максимальна – 22,42 °C, а середня мінімальна – -5,36 °C. Середня річна кількість опадів – 1424 мм.
| Клімат поселення                              | Клімат поселення | Клімат поселення | Клімат поселення | Клімат поселення | Клімат поселення | Клімат поселення | Клімат поселення | Клімат поселення | Клімат поселення | Клімат поселення | Клімат поселення | Клімат поселення | Клімат поселення |
| Показник                                      | Січ.             | Лют.             | Бер.             | Квіт.            | Трав.            | Черв.            | Лип.             | Серп.            | Вер.             | Жовт.            | Лист.            | Груд.            |                  |
| Середній максимум, °C                         | 6,26             | 7,36             | 10,45            | 14,58            | 18,93            | 22,32            | 22,42            | 22,12            | 18,32            | 13,83            | 8,55             | 4,90             |                  |
| Середня температура, °C                       | 0,46             | 1,55             | 4,64             | 8,78             | 13,14            | 16,52            | 18,42            | 18,13            | 14,34            | 9,85             | 4,56             | 0,92             |                  |
| Середній мінімум, °C                          | −5,36            | −4,26            | −1,16            | 2,97             | 7,33             | 10,71            | 14,44            | 14,15            | 10,35            | 5,87             | 0,58             | −3,07            |                  |
| Норма опадів, мм                              | 86               | 86               | 103              | 115              | 103              | 127              | 97               | 113              | 140              | 165              | 165              | 124              |                  |
| Середньомісячна швидкість вітру, м/с          | 1.90             | 2.07             | 2.32             | 2.24             | 2.10             | 1.98             | 1.89             | 1.88             | 1.80             | 1.91             | 2.05             | 2.02             |                  |
| Середньомісячна сонячна радіація, кДж/м²·день | 4132             | 6933             | 10233            | 14550            | 18697            | 20379            | 21603            | 18269            | 13357            | 8624             | 4525             | 3384             |                  |
| --------------------------------------------- | ---------------- | ---------------- | ---------------- | ---------------- | ---------------- | ---------------- | ---------------- | ---------------- | ---------------- | ---------------- | ---------------- | ---------------- | ---------------- |
| Джерело:                                      |                  |                  |                  |                  |                  |                  |                  |                  |                  |                  |                  |                  |                  |